# Rosalio José Castillo Lara
Rosalio José Castillo Lara (ur. 4 września 1922 w San Casimiro, zm. 16 października 2007 w Caracas), wenezuelski duchowny katolicki, wysoki urzędnik Kurii Rzymskiej, kardynał.

## Życiorys
Był bratankiem Lucasa Guillermo Castillo (1879-1955), arcybiskupa Caracas. W Bogocie wstąpił do zakonu salezjan św. Jana Bosco (SDB), kształcił się w domach zakonnych w Kolumbii i Włoszech (Turyn). W salezjańskim Athenauem w Turynie obronił doktorat z prawa kanonicznego (1953), uzupełniał jeszcze studia na Uniwersytecie w Bonn (1962). Przyjął święcenia kapłańskie 4 września 1949 w Caracas z rąk stryja-arcybiskupa. Pracował jako nauczyciel w szkołach zakonnych, stał krótko na czele Związku Nauczycieli Katolickich Wenezueli. W latach 1954–1957 prowadził zajęcia w salezjańskim Athenaeum w Turynie, 1957-1965 w Rzymie. Pełnił funkcje prowincjała zakonu w Wenezueli (1966-1967) oraz radcy zakonu ds. opieki duszpasterskiej młodzieży.
26 marca 1973 został mianowany biskupem-koadiutorem Trujillo (z prawem następstwa), otrzymał stolicę tytularną Praecausa i odebrał święcenia biskupie 24 maja 1973 w Caracas z rąk José Humberto Quintero (arcybiskupa Caracas). Nie przejął jednak diecezji Trujillo - w lutym 1975 przeszedł do pracy w Kurii Rzymskiej. Objął stanowisko sekretarza Papieskiej Rady ds. Rewizji Kodeksu Prawa Kanonicznego; w maju 1982 został awansowany na proprezydenta tej rady oraz arcybiskupa tytularnego. Pełnił wówczas także od października 1981 funkcję przewodniczącego Komisji Dyscypliny Kurii Rzymskiej. Po reorganizacji Kurii i przyjęciu nowego kodeksu był od stycznia 1984 proprezydentem Papieskiej Komisji Autentycznej Interpretacji Kodeksu Prawa Kanonicznego.
25 maja 1985 Jan Paweł II wyniósł go do godności kardynalskiej, nadając diakonię Nostra Signora di Coromoto in S. Giovanni di Dio. Po nominacji kardynalskiej Castillo Lara został pełnoprawnym prezydentem Papieskiej Komisji; w grudniu 1989 przeszedł na stanowisko prezydenta Administracji Dóbr Stolicy Apostolskiej, w październiku 1990 został jednocześnie prezydentem Papieskiej Komisji Państwa Watykańskiego. W czerwcu 1995 złożył rezygnację z funkcji prezydenta Administracji Patrymonium, po osiągnięciu wieku emerytalnego (75 lat) odszedł również z prezydentury Papieskiej Komisji Państwa Watykańskiego (październik 1997) i wkrótce powrócił do Wenezueli. Kończąc 80 lat (4 września 2002) utracił prawo udziału w konklawe.
Brał udział w wielu sesjach Światowego Synodu Biskupów w Watykanie (po raz pierwszy w 1974), a także w III konferencji generalnej Episkopatów Latynoamerykańskich w Puebla (Meksyk, styczeń-luty 1979). Wielokrotnie reprezentował Jana Pawła II na uroczystościach religijnych i rocznicowych w charakterze specjalnego wysłannika, m.in. na III Narodowym Kongresie Eucharystycznym Kolumbii w Cali w październiku 1999 i Narodowym Kongresie Eucharystycznym Argentyny w Cordobie we wrześniu 2000.
W styczniu 1996 został promowany na kardynała-prezbitera; zachował dotychczasową diakonię Nostra Signora di Coromoto in S. Giovanni di Dio jako tytuł prezbiterski na zasadzie pro hac vice.
Kardynał Lara był jednym z krytyków prezydenta Wenezueli Hugo Cháveza. W wywiadzie prasowym określił go mianem „paranoidalnego dyktatora”, a jego rząd skrytykował jako niedemokratyczny i despotyczny. Zarzucił mu także prześladowanie opozycjonistów i zamykanie ich w więzieniach. W odpowiedzi prezydent nazywał kardynała „hipokrytą, bandytą opętanym przez szatana”.